# Telostylinus montanus
Telostylinus montanus är en tvåvingeart som först beskrevs av de Meijere 1911.  Telostylinus montanus ingår i släktet Telostylinus och familjen Neriidae. Inga underarter finns listade i Catalogue of Life.